# مد اکتیو پلاسمونیک
مد اکتیو پلاسمونیک یک پدیده فیزیکی است که در زمینهٔ نانوفوتونیک و پلاسمونیک مورد مطالعه قرار می‌گیرد. پلاسمون‌ها، نوعی امواج الکترومغناطیسی هستند که در رابطه با سطح‌های جداسازی بین دو مادهٔ مختلف به وجود می‌آیند. این امواج در ناحیهٔ تلاقی بین سطح‌های مختلف تشکیل می‌شوند و قابلیت انتقال نور را دارند.
مد اکتیو پلاسمونیک به مدی گفته می‌شود که در آن امواج پلاسمونیک با یک مادهٔ فعال تعامل داشته و دارای تقویت فوتونی (تقویت نور) هستند. این تقویت فوتونی می‌تواند باعث افزایش شدت نور، کاهش ضریب خاموشی یا انتقال انرژی به صورت بهبود یافته‌ای شوند.
مزیت اصلی مد اکتیو پلاسمونیک این است که می‌تواند به‌عنوان یک تکنولوژی حسگر بسیار حساس عمل کند. با استفاده از این تکنولوژی، می‌توان به‌طور دقیق و با حساسیت بالا به تغییرات کوچک در محیط اطراف، مانند تغییرات دما، فشار، غلظت یا تراکم مواد پاسخ دهد.
با توجه به قابلیت‌های منحصر به فرد مد اکتیو پلاسمونیک، این تکنولوژی در زمینه‌های مختلفی مانند تشخیص بیماری‌ها، تحقیقات بیولوژیکی، تشخیص آلودگی، تکنولوژی اطلاعات و ارتباطات، فوتونیک مدار چاپ شده و غیره مورد استفاده قرار می‌گیرد.

## ارتباط تکنولوژی مد اکتیو پلاسمونیک با تحقیق‌های بیولوژیکی
به عنوان یک تکنولوژی پیشرفته، مد اکتیو پلاسمونیک در تحقیقات بیولوژیکی کاربردهای فراوانی دارد. این تکنولوژی قابلیت ارائه روش‌های حساس و دقیق برای تحلیل و تشخیص مولکول‌ها، سلول‌ها و فرآیندهای بیولوژیکی را فراهم می‌کند. مانند:
1. تشخیص بیماری: مد اکتیو پلاسمونیک می‌تواند در تشخیص بیماری‌های مختلف مانند سرطان، بیماری‌های قلبی، مورد استفاده قرار گیرد. با استفاده از حسگرهای پلاسمونیک حساس، می‌توان اطلاعات دقیقی در مورد بیماری‌ها و تغییرهای بیولوژیکی مرتبط با آن‌ها را دریافت کرد.
2. تحلیل سلولی: مد اکتیو پلاسمونیک به عنوان یک روش پیشرفته در تحلیل سلولی مورد استفاده قرار می‌گیرد. با استفاده از سطوح پلاسمونیکی حساس، می‌توان اطلاعات مربوط به ساختارها، ویژگی‌ها و فرآیندهای سلولی را به‌طور دقیق و با حساسیت بالا بررسی کرد.
3. تحقیقات ژنتیکی و ژنومیک: مد اکتیو پلاسمونیک در تحقیق‌های مرتبط با ژنتیک و ژنومیک نیز کاربردهای مهمی دارد. با استفاده از حسگرهای پلاسمونیکی، می‌توان اطلاعات مربوط به دئوکسی‌ریبونوکلئیک اسید، را به‌طور دقیق و اندازه‌گیری کرد و تغییرهای مرتبط با تکثیر و ترانسکریپت ژن‌ها را بررسی کرد.
4. داروسازی و تحویل دارو: مد اکتیو پلاسمونیک در زمینه تحویل دارو و داروسازی نیز کاربردهای متعددی دارد. با استفاده از ساختارهای پلاسمونیکی، می‌توان داروها را به‌طور دقیق به ناحیه‌های هدف در داخل سلول‌ها یا بافت‌های مورد نظر هدایت کرد.

این تنها چند مثال از کاربردهای مد اکتیو پلاسمونیک در تحقیق‌های بیولوژیکی هستند و با توجبه پیشرفت تکنولوژی و تحقیق‌های بیشتر در این زمینه، امکانات و کاربردهای مد اکتیو پلاسمونیک در حوزه بیولوژیکی به‌طور مداوم در حال گسترش است.

## ارتباط مد اکتیو پلاسمونیک با فیزیک حالت جامد
مد اکتیو پلاسمونیک یک پدیده فیزیکی است که در دامنه فیزیک حالت جامد نیز مورد مطالعه قرار می‌گیرد. فیزیک حالت جامد به مطالعهٔ خواص و رفتار ماده در حالت جامد می‌پردازد.
در مد اکتیو پلاسمونیک، امواج پلاسمونیک در ناحیهٔ تلاقی بین دو ماده مختلف تشکیل می‌شوند. به عنوان مثال:
- ساختارهای نانوسازی شده از نانوذرات فلزی یا ساختارهای مستقیم الکترونیکی می‌توانند برای ایجاد امواج پلاسمونیک استفاده شوند. در این حالت، فیزیک حالت جامد و خواص ماده جامد، نقش مهمی در تشکیل و خواص امواج پلاسمونیکی دارند.
در تحقیق‌های مربوط به مد اکتیو پلاسمونیک در فیزیک حالت جامد، می‌توان از مواد جامد با خواص خاصی استفاده کرد تا به تقویت و کنترل امواج پلاسمونیک بپردازیم.
علاوه بر این، مد اکتیو پلاسمونیک در فیزیک حالت جامد می‌تواند برای بررسی و تحلیل خواص ماده جامد و تغییرات آن در پاسخ به متغیرهای مختلف مورد استفاده قرار گیرد. این شامل بررسی تغییرات میدان الکترومغناطیسی، تغییرات دما، فشار، تراکم، جریان الکتریکی و غیره است. از این روش‌ها می‌توان برای بررسی و شناخت بهتر خواص الکترونیکی، اپتیکی و پلاسمونیکی ماده جامد استفاده کرد.
بنابراین، مد اکتیو پلاسمونیک در تحقیق‌های فیزیک حالت جامد به عنوان یک پدیده مورد مطالعه قرار می‌گیرد و می‌تواند به شناخت بهتر خواص ماده جامد و تأثیر آن بر روی امواج پلاسمونیکی کمک کند. همچنین، طراحی و ساخت دستگاه‌ها و سازه‌های پلاسمونیکی پیشرفته که بر اساس خواص ماده جامد عمل می‌کنند، مرتبط با این موضوع می‌باشند.
به‌طور کلی، ارتباط مد اکتیو پلاسمونیک با فیزیک حالت جامد می‌تواند به درک عمیق‌تری از خواص ماده جامد و تأثیر آن بر روی امواج پلاسمونیکی کمک کند و در توسعه فناوری‌های بیولوژیکی و نانوالکترونیکی پیشرفته مورد استفاده قرار گیرد.

## کاربردهای اپتیک الکترونیک فعال در مداکتیو پلاسمونیک
الکترونیک اپتیک فعال (Active Optoelectronics) در مداکتیو پلاسمونیک به استفاده از مواد فعال در ساختارهای پلاسمونیک برای کنترل و تغییر خواص نوری و الکترومغناطیسی اشاره دارد. این فناوری امکان ساخت دستگاه‌های الکترونیکی و نوری را با قابلیت کنترل بالا بر روی خواص نوری و الکترومغناطیسی فراهم می‌کند. برخلاف ساختارهای پلاسمونیک سنتی که بر پایه مواد ثابت می‌باشند، ساختارهای الکترونیک اپتیک فعال از موادی استفاده می‌کنند که قابلیت تغییر خواص در پاسخ به محرک‌های خارجی را دارند.
با استفاده از ساختارهای الکترونیک اپتیک فعال در مداکتیو پلاسمونیک، می‌توان خواص نوری و الکترومغناطیسی را در زمان و مکان مشخصی کنترل کرده و تغییر داد. برخی از کاربردهای این فناوری عبارتند از:
- تقویت نوری قابل کنترل: با استفاده از مواد فعال در ساختارهای پلاسمونیک، می‌توان تقویت نور را در مناطق خاصی قرار داد و این تقویت را به میزان دلخواه کنترل کرد. این امر می‌تواند در ساخت سنسورهای حسگری با حساسیت بالا و در زمینه تکنولوژی‌های نوری کوانتومی مفید باشد.
- تغییر طول موج رزونانس پلاسمونیک: با کنترل خواص مواد فعال در ساختارهای پلاسمونیک، می‌توان طول موج و رزونانس پلاسمونیک را تغییر داد و به تطبیق با منابع نوری و محیط‌های مختلف کمک کرد. این قابلیت می‌تواند در ساخت سنسورهای دقیق و تجهیزات اپتیکی قدرتمند مورد استفاده قرار گیرد.
- کنترل سرعت نور: با استفاده از مواد فعال در ساختارهای پلاسمونیک، می‌توان سرعت نور را در محیط‌های پلاسمونیک کنترل کرده و به صورت قابل تنظیمی تغییر داد. این موضوع می‌تواند در ساخت دستگاه‌های پردازش اطلاعات نوری با سرعت بالا و در زمینه ارتباطات نوری پیشرفته مفید باشد.
- تقویت تولید و انتقال نور: با استفاده از مواد فعال در ساختارهای الکترونیک اپتیک فعال، می‌توان تولید و انتقال نور را تقویت کرد. این قابلیت می‌تواند در دستگاه‌های اپتیکی فعال مانند لیزرها و تراشه‌های نوری فعال مورد استفاده قرار گیرد.
- کنترل پراکندگی و انتشار نور: با استفاده از مواد فعال در ساختارهای پلاسمونیک، می‌توان پراکندگی و انتشار نور را در ساختارها کنترل کرد. این موضوع می‌تواند در طراحی سنسورهای فعال پلاسمونیک، دستگاه‌های نوری قدرتمند و تجهیزات هدایت نوری مورد استفاده قرار گیرد.
- تولید دستگاه‌های نوری فعال و قابل برنامه‌ریزی: با استفاده از مواد فعال در ساختارهای الکترونیک اپتیک فعال، می‌توان دستگاه‌های نوری فعال و قابل برنامه‌ریزی را طراحی و ساخت. این قابلیت می‌تواند در ساخت تراشههای نوری قدرتمند و دستگاه‌های پردازش اطلاعات نوری مورد استفاده قرار گیرد.

تمام این کاربردها نشان می‌دهند که کاربردهای اپتیک الکترونیک فعال در مداکتیو پلاسمونیک عمده‌ترین مزیت این فناوری را یعنی کنترل بالای خواص نوری و الکترومغناطیسی ساختارهای پلاسمونیک، نمایش می‌دهند.

## ارتباط مواد فعال استفاده شده در ساختارهای الکترونیک اپتیکی
در ساختارهای الکترونیک اپتیک فعال، از مواد فعال برای کنترل و تغییر خواص نوری و الکترومغناطیسی استفاده می‌شود. این مواد ممکن است شامل مواد نیمه‌رساناهای فعال، مواد پیزوالکتریک، مواد فروالکتریک، مواد تغییرفازی و مواد نورالکترونیک باشند. مانند:
- نیمه‌رساناهای فعال: مواد نیمه‌رسانای فعال مانند سیلیسیم (Si) و گالیوم نیترید (GaN) قابلیت تغییر خواص الکترونیکی و نوری خود را در پاسخ به میدان‌های الکتریکی یا مغناطیسی دارند. این مواد می‌توانند در ساخت ترانزیستورها، دیودها، لیزرها و تراشه‌های نوری فعال مورد استفاده قرار گیرند.
- مواد پیزوالکتریک: مواد پیزوالکتریک مانند دی‌اکسید تیتانیوم و نیوبات لیتیم (LiNbO3) تغییر شکل وابسته به میدان الکتریکی را تجربه می‌کنند. این خاصیت می‌تواند در ساخت دستگاه‌های سوئیچینگ نوری، ماژولاتورها و میکروموتورهای نوری استفاده شود.
- مواد تغییرفازی: مواد تغییرفازی مانند سدیم دی‌سلفاید (Na2S2) و تلورید سرب (PbTe) قابلیت تغییر فاز در پاسخ به میدان‌های حرارتی یا الکتریکی را دارند. این مواد می‌توانند در ساخت تراشه‌های حافظه فعال، سنسورها و دستگاه‌های تغییرفازی نوری مورد استفاده قرار گیرند.

این تنها چند نمونه از مواد فعال در ساختارهای الکترونیک اپتیک فعال هستند و هر یک از این مواد خواص و کاربردهای خاص خود را دارند. با توجه به تحول‌های پژوهشی و فناوری، ممکن است مواد جدیدی نیز برای استفاده در ساختارهای الکترونیک اپتیک فعال معرفی شوند.

## تحولات پژوهشی و فناوری در زمینه مواد فعال در ساختارهای الکترونیک اپتیکی
به‌طور کلی، زمینه مواد فعال در ساختارهای الکترونیک اپتیک فعال در طول سال‌های اخیر به شدت پیشرفت کرده است. تحقیق و فناوری در این زمینه به دنبال بهبود خواص نوری، الکترونیکی و الکترومغناطیسی مواد فعال برای کاربردهای الکترونیک اپتیکی مختلف است. مانند:
- نانومواد فعال: استفاده از نانومواد فعال، مانند نانوذرات فلزی، نانوکامپوزیت‌ها، بهبود قابل توجهی در خواص نوری و الکترونیکی مواد فعال در ساختارهای الکترونیک اپتیک فعال ایجاد کرده است. این نانومواد با ابعاد کوچکتر، سطح بیشتری را در معرض تعامل با نور و میدان‌های الکترومغناطیسی قرار می‌دهند و خواص نوری و الکترونیکی بهبود یافته‌ای را ارائه می‌دهند.
- تکنولوژی‌های پیشرفته ساخت و تولید: تکنولوژی‌های پیشرفته ساخت و تولید، مانند روش‌های رسوب‌گذاری بخار شیمیایی (CVD)، روش‌های پیچیده پردازش سطح (SPPS) و سایر روش‌های نانوفابریکاسیون، امکان ساختاردهی دقیق مواد فعال را فراهم کرده است.

این تحولات پژوهشی و فناوری در زمینه مواد فعال در ساختارهای الکترونیک اپتیک فعال، منجر به ارتقای عملکرد و کارایی این ساختارها در زمینه‌های مختلف شده است.

### آیا تغییر میدان الکترومغناطیسی می‌تواند به‌طور مستقیم فرکانس امواج پلاسمونیک را تغییر دهد؟
بله، تغییر میدان الکترومغناطیسی می‌تواند به‌طور مستقیم فرکانس امواج پلاسمونیک را تغییر دهد. امواج پلاسمونیک بر روی تعامل بین میدان الکترومغناطیسی و الکترون‌های آزاد در سطح ماده جامد بنا شده‌اند. این امواج به صورت موج‌های الکترومغناطیسی در محدوده پلاسمونیک عمل می‌کنند که توسط الکترون‌های آزاد در ساختار ماده جامد پراکنده می‌شوند.
با تغییر میدان الکترومغناطیسی، شدت و فاز امواج پلاسمونیک تغییر می‌کند. این تغییرها در میدان الکترومغناطیسی می‌تواند به تغییر فرکانس امواج پلاسمونیک منجر شود. به عنوان مثال، در یک ساختار پلاسمونیک، با افزایش شدت میدان الکترومغناطیسی، فرکانس امواج پلاسمونیک افزایش می‌یابد و با کاهش شدت میدان، فرکانس آن کاهش می‌یابد.

## کاربرد دستگاه‌های سنسور پلاسمونیک
دستگاه‌های سنسور پلاسمونیک مبتنی بر پدیده‌ای به نام امواج پلاسمونیک هستند که در تعامل با ماده جامد ایجاد می‌شوند. این سنسورها از خواص الکترومغناطیسی و اپتیکی امواج پلاسمونیک برای تشخیص و اندازه‌گیری تغییرهای محیط و اجسام مورد نظر استفاده می‌کنند.
دستگاه‌های سنسور پلاسمونیک به دلیل ویژگی‌های خاصی که دارند، در کاربردهای متنوعی مورد استفاده قرار می‌گیرند. برخی از کاربردهای مهم آنها عبارت اند از:
- سنسورهای بیولوژیک: دستگاه‌های سنسور پلاسمونیک به‌طور گسترده در زمینه‌های پزشکی و زیست‌شناسی مورد استفاده قرار می‌گیرند. از آنجا که امواج پلاسمونیکی حساس به تغییرات کوچک در محیط هستند، سنسورهای پلاسمونیک می‌توانند اطلاعات دقیقی در مورد وضعیت سلامتی و تشخیص بیماری‌ها را فراهم کنند.
- سنسورهای شیمیایی: دستگاه‌های سنسور پلاسمونیک در تشخیص و اندازه‌گیری تغییرهای شیمیایی در محیط مورد استفاده قرار می‌گیرند. آنها می‌توانند به‌طور دقیق و حساس تغییرات غلظت مواد شیمیایی، گازها، ترکیبات آلی و غیره را تشخیص دهند. این کاربرد در زمینه‌هایی مانند کنترل آلودگی، آزمایش‌های محیطی و کشاورزی بسیار مفید است.
- سنسورهای نانومتری: این سنسورها در زمینه‌های پزشکی، زیست‌شناسی، شیمی، محیط زیست و فناوری نانو استفاده می‌شوند.

### چه فناوری‌های دیگری می‌توانند با سنسورهای پلاسمونیک نانومتری یکپارچه شوند؟
سنسورهای پلاسمونیک نانومتری قابلیت یکپارچگی با فناوری‌های مختلف را دارند. در زیر به برخی از فناوری‌های دیگری که می‌توانند با سنسورهای پلاسمونیک نانومتری یکپارچه شوند، اشاره می‌شود:
1. فناوری نانوالکترونیک: می‌توان عناصر الکترونیکی مانند ترانزیستورهای نانومتری، مدارهای مجتمع نانومتری و الکترودهای نانومتری را به ساختار سنسور پلاسمونیک نانومتری اضافه کرد. این ترکیب می‌تواند به ساخت سنسورهای قابل برنامه‌ریزی و قابل کنترل در حجم کوچک منجر شود.
2. فناوری میکروفلویدیک: سنسورهای پلاسمونیک نانومتری می‌توانند با ساختارهای میکروفلویدیک یکپارچه شوند. این ترکیب امکان جریان سیالات کوچک در محدوده نانو را فراهم می‌کند و سنسورهایی را به وجود می‌آورد که به‌طور همزمان تغییرهای نانومتریک در سطح و تغییرات فیزیکی و شیمیایی سیال را تشخیص می‌دهند.
3. فناوری بیوسنسوری: با یکپارچه‌سازی ساختارهای پلاسمونیک نانومتری با فناوری بیوسنسوری، امکان تشخیص و اندازه‌گیری مولکول‌ها و سلول‌ها در محیط بیولوژیکی فراهم می‌شود. سنسورهای پلاسمونیک نانومتری با قابلیت تشخیص و تصویربرداری مولکول‌های بیولوژیکی مانند DNA، پروتئین‌ها و سلول‌ها در سطح نانو، می‌توانند در تشخیص بیماری‌ها، تحقیق‌های بیوشیمیایی و سایر فعالیت‌های بیولوژیکی مورد استفاده قرار گیرند.
4. فناوری اپتوالکترونیک: سنسورهای پلاسمونیک نانومتری می‌توانند با فناوری اپتوالکترونیک یکپارچه شوند. این ترکیب امکان ترکیب اپتیک و الکترونیک در سطح نانورا فراهم می‌کند. با استفاده از این فناوری، می‌توان سنسورهای پلاسمونیک نانومتری را با اجزای نوری مانند لیزرها، ولتاژهای نوری و مدارهای نوری یکپارچه کرد، که بهبود قابل توجهی در عملکرد و قابلیت‌های سنسورها ایجاد می‌کند.

این ترکیب‌ها می‌توانند در بسیاری از حوزه‌ها مانند الکترونیک، اپتیک نانو، حسگرهای بسیار دقیق و بیوسنسورها کاربرد داشته باشند. با توسعه این فناوری‌ها، امکانات جدیدی برای کاهش اندازه، افزایش حساسیت و دقت، و همچنین ایجاد سنسورهای قدرتمند در دسترس خواهد بود.
مداکتیو پلاسمونیک یک حوزه فعال در علم مواد نانومتری است که به بررسی تعامل فعالیت‌های پلاسمونیک با ماده در حالت جامد می‌پردازد. در مداکتیو پلاسمونیک، ساختارهای پلاسمونیک نانومتری با استفاده از مواد مختلفی مانند فلزات، نانوذرات، نانوسیمانتیک‌ها و نانوساختارهای کامپوزیت تهیه می‌شوند.
یکی از نتایج مهم افزایش شدت میدان‌های الکترومغناطیسی در سطح نانومتری است. با استفاده از ساختارهای پلاسمونیک نانومتری، می‌توان میدان‌های الکترومغناطیسی را به‌طور قابل مشاهده‌ای تقویت کرد. این تقویت میدان‌ها می‌تواند به تحسین قابلیت‌های حسگری و تشخیصی ساختارهای پلاسمونیک منجر شود.
علاوه بر افزایش شدت میدان‌های الکترومغناطیسی، مداکتیو پلاسمونیک می‌تواند امکان کنترل نور در سطح نانو را فراهم کند. با تغییر شکل، ابعاد و خواص ماده‌ای که ساختار پلاسمونیک آن ساخته شده است، می‌توان خواص نوری ساختار را تغییر داد.
با توجه به قابلیت‌های مداکتیو پلاسمونیک، این فناوری می‌تواند کاربردهای گسترده‌ای در حوزه‌های مختلفی از جمله الکترونیک، اپتیک، حسگری، انرژی، پزشکی و فناوری اطلاعات داشته باشد. همچنین، مداکتیو پلاسمونیک می‌تواند به توسعه فناوری‌های نانومتری و بهبود عملکرد و کارایی دستگاه‌ها و سنسورهای نانوکامپوزیتی کمک کند.